# Roper (Schiff)
Die USS Roper (DD-147) war ein Zerstörer der Wickes-Klasse in der United States Navy und später unter der Bezeichnung APD-20 ein Truppentransporter.
Sie wurde nach Lieutenant Commander Jesse M. Roper, dem kommandierenden Offizier der USS Petrel benannt, der im Spanisch-Amerikanischen Krieg beim Versuch, seine Mannschaft zu retten, fiel. Seine Witwe taufte den neuen Zerstörer.

## Geschichte

### Zwischenkriegszeit
Die USS Roper wurde am 19. März 1918 von William Cramp and Sons in Philadelphia mit der Baunummer 462 auf Kiel gelegt. Die Werft hatte mit Stockton und Conner schon zwei Zerstörer der Caldwell-Vorläufer und ab Rathburne (BauNr. 450) Zerstörer der Wilkes-Klasse gebaut. Auf der Werft entstanden mit den Baunummern 450 bis 455, sowie 457 bis 471 insgesamt 21 Zerstörer der Klasse.
Am 17. August 1918 lief die Roper vom Stapel und wurde am 15. Februar 1919 unter dem Kommando von Abram Claude in Dienst gestellt.
Nach Erprobung vor der Küste von Neu England verlegte die Roper Mitte Juni 1919 nach Europa und ankerte am 5. Juli nach Stopps in Ponta Delgada, Gibraltar und Malta im Bosporus. Dort unterstützte sie für einen Monat die Arbeit des Peace Commission and Relief Committee im Schwarzen Meer mit dem Transport von Post und Personen zwischen Konstantinopel, Noworossijsk, Batumi, Samsun und Trabzon. Am 20. August kehrte der Zerstörer in die Vereinigten Staaten nach New York City zurück, von wo aus er sechs Tage später wieder in See stach. Gegen Ende des Monats durchquerte er den Panamakanal und fuhr nordwärts zum Flottenstützpunkt San Diego.
Die Roper blieb bis Juli 1921 an der Westküste. Am 23. Juli verließ sie San Francisco mit dem Ziel Cavite auf den Philippinen, das sie am 24. August erreichte. Im Dezember wurde sie in chinesische Gewässer verlegt und operierte bis zum Sommer von Hongkong und Chefoo aus. Am 25. August 1922 kehrte sie nach Kalifornien zurück. Über Nagasaki, Midway und Pearl Harbor erreichte sie San Francisco am 13. Oktober. Zwei Tage später verlegte sie nach San Pedro und von dort aus nach San Diego, wo sie am 14. Dezember 1922 außer Dienst gestellt und der Pacific Reserve Fleet zugeteilt wurde.
Nach über sieben Jahren in der Reserve wurde die Roper am  18. März 1930 wieder in Dienst gestellt und operierte als Teil aktiver bzw. wechselnder Reservegeschwader während der nächsten sieben Jahre vor allem im südlichen Bereich der kalifornischen Küste. 1931, 1933, 1935 und 1936 nahm sie an Flottenmanövern in Panama, Hawaii und der Karibik teil. 1933 kam Lieutenant (junior grade) Robert A. Heinlein an Bord der Roper. 1934 wurde er zum Leutnant zur See befördert, bevor der spätere Science-Fiction-Schriftsteller aufgrund von Tuberkulose verabschiedet wurde.
Im Januar und Februar 1936 verlegte die Roper nordwärts in die Gewässer vor Alaska.
Im Februar 1937 verließ die Roper Kalifornien und wurde der US-Atlantikflotte unterstellt. Bis 1939 führte sie Übungen im Mittelatlantik und in der Karibik durch. Im November 1939, nach dem Ausbruch des Zweiten Weltkrieges in Europa, wurde sie von Norfolk nach Key West verlegt, von wo aus sie in der Yucatán- und der Floridastraße patrouillierte. Im Dezember kehrte sie nach Norfolk zurück. Im Januar 1940 fuhr sie wieder südwärts nach Charleston und im März nordwärts für die Neu-England-Patrouille.

### Zweiter Weltkrieg
Während der Zeit der Amerikanischen Neutralitätspatrouille kreuzte die Roper weiter in den Gewässern vor der amerikanischen und karibischen Ostküste. Von einem Standort vor Cape Cod kehrte sie im Rahmen erhöhter Alarmbereitschaft am 7. Dezember 1941 kurzzeitig nach Norfolk zurück und verlegte dann zur neuen Naval Station Argentia nahe Placentia auf Neufundland. Anfang Februar 1942 begleitete sie einen Geleitzug nach Londonderry, bevor sie im März für den Patrouillen- und Begleitdienst im Seegebiet vor Norfolk heimreiste.
Einen Monat später, in der Nacht vom 13. auf den 14. April, überraschte sie vor der Küste von North Carolina das aufgetauchte deutsche U-Boot U 85. U 85 schoss einen Torpedo auf die herannahende Roper, bevor es durch Artilleriebeschuss der Roper so schwer beschädigt wurde, dass der deutsche Kommandant den Befehl zum Verlassen des Bootes geben musste. Fast der gesamten U-Boot-Besatzung gelang der Ausstieg, die Besatzung der Roper setzte jedoch die Verfolgung des U-Boots fort und warf eine Salve von elf Wasserbomben, während etwa 40 Besatzungsmitglieder des U-Boots im Wasser trieben. Am nächsten Tag wurden die Leichen von 29 Besatzungsmitgliedern geborgen und später auf dem Hampton National Cemetery in Hampton (Virginia) mit militärischen Ehren beigesetzt. Helmut Schmoeckel vertritt die Ansicht, es handele sich hierbei um ein Kriegsverbrechen und zieht einen Vergleich mit dem Prozess gegen den U-Boot-Kommandanten Eck, der wegen der Beschießung von Schiffbrüchigen von den Alliierten hingerichtet wurde.
Vom Mai 1942 bis Anfang 1943 wurde die Roper in der Konvoi-Sicherung zwischen Key West und New York eingesetzt. Ab Februar 1943 sicherte der Zerstörer Konvois zwischen der Karibik und dem Mittelmeer. Ab Oktober 1943 erfolgte dann der Umbau des alten Zerstörers auf dem Charleston Navy Yard zu einem Schnelltransporter.

#### Schnelltransporter
Umklassifiziert verließ die Roper als APD-20 Charleston Ende November für Manöver in der Chesapeake Bay und vor der Küste Floridas. Am 13. April 1944 verlegte sie nach Osten, wo sie Ende des Monats in Oran/Algerien zur 8. US-Flotte stieß. Als Teil der Transport-Division 13, die mit der Unterstützung der Offensive in Italien beauftragt war, landete sie am 17. Juni Einheiten der FFL bei Pianosa und verkehrte bis Juli zwischen Oran und Neapel und kreuzte vor der Westküste der umkämpften Italienischen Halbinsel. Am 15. August landete sie vor der südfranzösischen Küste Truppen auf der Ile du Levant als Teil der „Sitka-Force“ zusammen mit Tattnall, Barry, Greene und Osmond Ingram. Am 5. September kreuzte sie wieder vor Italien, wo sie den Verkehr zwischen Oran und Neapel wieder aufnahm, bevor sie Anfang Dezember Oran mit dem Ziel Hampton Roads verließ.
Nach der Ankunft in Norfolk am 21. Dezember verlegte die Roper am 29. Januar 1945 wieder zur Pazifikflotte. Nach Stopps in Kalifornien und Hawaii erreichte sie die Marianen. Am 11. Mai ging sie von Guam nach den Ryūkyū-Inseln. Kurz nach ihrem Eintreffen in Nakagusuku Wan am 22. Mai wechselte sie am selben Tag auf die Reede von Hagushi. Drei Tage später wurde sie, mit Sicherungsaufgaben in diesem Gebiet beauftragt, von einem Kamikazeflieger getroffen.
Zur Reparatur in die USA zurückbeordert, verließ die Roper die Ryukyu-Inseln am 6. Juni und erreichte San Pedro einen Monat später. Im August verlegte sie nach Mare Island, aber mit der Einstellung der Kämpfe wurden die Reparaturen gestoppt. Am 15. September 1945 wurde die Roper außer Dienst gestellt und ihr Name am 11. Oktober 1945 aus dem Naval Vessel Register gestrichen. Der Rumpf wurde danach an die Lerner Company in Oakland verkauft und im Dezember 1946 dann verschrottet.
Bis heute trägt kein anderes Schiff der United States Navy den Namen Roper.

## Auszeichnungen
Die Roper wurde während des Zweiten Weltkrieges mit vier Battle Stars ausgezeichnet:
- Versenkung von U 85
- Operationen vor der italienischen Westküste
- Landung in Südfrankreich
- Angriff und Besetzung von Okinawa Gunto